# Vít Soukup
Vít Soukup (17. října 1971 České Budějovice – 2. prosince 2007 Praha) byl český výtvarník, malíř a filmař.

## Život
Rodiči Víta Soukupa byla herci Jihočeského divadla v Českých Budějovicích Věra Papírková (1937–2001) a Karel Soukup (1938–1991). V letech 1991–1997 studoval v malířském ateliéru Pavla Nešlehy na Vysoké škole uměleckoprůmyslové v Praze. Výjimku tvořil akademický rok 1995–1996, který strávil na Akademii výtvarných umění v Praze v Ateliéru intermediální tvorby Milana Knížáka. V roce 2003 ukončil absolutoriem doktorandské studium na VŠUP v Praze. Vystavoval od roku 1994. První samostatnou výstavu měl v roce 1998. Byl dvakrát ženatý: jeho první manželkou byla malířka Nikola Nováková, druhou pak sochařka Markéta Víšková. Od dob studií až do své tragické smrti žil v Praze. Profiloval se zejména jako malíř, v průběhu své tvůrčí dráhy ale vytvořil rovněž soubor drobných dřevěných objektů (Lapače na uforny) nebo sérii linorytů. Jeho paralelní aktivitou byla produkce krátkometrážních hraných filmů.

## Činnost a dílo

### Samostatné výstavy
- 1998 Mé kanoe. Malá Špálovka, Galerie Václava Špály, Praha
- 1999 Květy. Die Aktualität des Schönen, Liberec
- 1999 Jídlo. Galerie Pecka, Praha
- 1999 Jih. Galerie Rubicon, České Budějovice
- 2000 Žízeň po životě. Galerie Pokorný, Prostějov
- 2001 Návrat. audioperformance (s Michalem Pěchoučkem), MeetFactory, Praha
- 2001 Hračky. Galerie Jáma 10, Ostrava
- 2002 Rozkoš u Tvrdohlavých. Galerie Tvrdohlavých, Praha
- 2002 Lízink. Komerční centrum Nový Anděl, Praha
- 2002 Špalíky. Galerie Emila Filly, Ústí nad Labem
- 2003 Posmrtná výstava. Krajská galerie výtvarného umění ve Zlíně
- 2003 Krása nesmírná. Výstavní síň VŠUP, Praha
- 2003 Dorka. Výstavní síň Sokolská 26, Ostrava
- 2003 Sub:label / Vít Soukup films. Display Gallery, Praha
- 2004 Dorka Sale 53 %. Galerie Ad Astra, Kuřim
- 2004 Katalog. Galerie Brno, Brno
- 2004 Republika. Café Steiner, Brno
- 2004 Svetry. Galerie V Kapli, Bruntál
- 2004 ABC. Galerie Obratník, Praha
- 2004 Lapač na ufony. Universal NoD, ROXY, Praha
- 2005 Výročí svatby. Galerie kritiků, Praha (s Markétou Soukupovou)
- 2006 Father. Galerie A.M. 180, Praha
- 2007 Armáda pro republiku. Karlín Studios, Praha
- 2007 Panorama. Galerie Jelení, Praha
- 2011 The Rest of the Best. Galerie výtvarného umění v Chebu
- 2013 Všechno co zbylo. Divus Pragerkabarett, Praha
- 2013 35 větví (Z fotografického archivu Víta Soukupa). Fotograf Gallery, Praha

### Skupinové a kolektivní výstavy
- 1994 Post AIDS. Městská galerie, Kladno
- 1995 Post AIDS II. Divadlo Pod Palmovkou, Praha
- 1996 Post AIDS III. Výstavní síň AVU, Praha
- 1997 Poslední obraz. Galerie Rudolfinum, Praha (katalog: M. Slavická, autorské texty)
- 1998 Boystory. Galerie Bunkr, Praha
- 1998 Salon Divus. Galerie JNJ, Praha, Olomouc
- 1998 Zelená. Výstavní síň AVU, Praha
- 1999 Sentimenty. Galerie umění Karlovy Vary
- 1999 Vidiny. Universal NoD, ROXY, Praha
- 1999 Thud. alternativní prostor IGY, České Budějovice
- 2000 Zdroje nového stylu. Jízdárna Pražského hradu, Praha
- 2000 Padělané fotografie. Galerie fotografie G4, Cheb (katalog: J. Moucha, R. Wohlmuth)
- 2000 II. Zlínský salon mladých. Krajská galerie výtvarného umění ve Zlíně (katalog: kolektiv)
- 2000 Jižní záležitost. Alternativní výstavní prostor, České Budějovice
- 2000 Klasika 2000. Muzeum umění Olomouc (katalog: S. Bieleszová)
- 2000 Portrét roku 2000. Galerie U Jednorožce, Galerie Klatovy / Klenová; Galerie Emila Filly, Ústí nad Labem (katalog: H. Hrdličková, S. Vladíková,)
- 2001 Má vlast. Výstavní síň VŠUP, Praha
- 2001 Umělci pro umělce. Galerie Tvrdohlavých, Praha
- 2001 Akční Praha. Universal NoD, ROXY, Praha
- 2001 South Face – poprvé ve velkém. Galerie Měsíc ve dne, České Budějovice
- 2002 A sakra! Výstavní síň VŠUP, Praha
- 2002 Bienále mladých Zvon 2002. GHMP, Praha (katalog: M. Koleček)
- 2002 Divočina. Galerie Klatovy-Klenová (katalog: J. Zemánek)
- 2002 Ovoce, zelenina. Creditanstalt, Vítězné náměstí, Praha
- 2002 Zlínský salon 2002. Krajská galerie výtvarného umění ve Zlíně (katalog: kolektiv)
- 2002 ….stalo se jedné noci. Galerie města Plzně
- 2003 IN OUT, Mezinárodní festival digitálního obrazu, Praha (katalog: kolektiv)
- 2003 Perfect Tense. Jízdárna Pražského hradu, Praha (katalog: O. Malá, K. Srp, P. Vaňous)
- 2003 Obsese sběru. Oblastní galerie Vysočiny v Jihlavě (katalog: M. Salák)
- 2004 Parealita. Galerie Nábřeží, Praha 2004
- 2004 „Známí“. Gallery Art Factory, Praha
- 2004 1. ročník malířského sympozia (spolu s J.Davidem, F.Matouškem, M. Salákem, J.Špaňhelem a P. Pastrňákem), Galerie Brno
- 2004 Art safari. Sochařské studio Bubec, Praha
- 2004 Artfest. Krčínův dům, Třeboň
- 2004 Čistá krása. Galerie kritiků, Praha
- 2007 Nová trpělivost. Mánes, Praha
- 2007 The Collectors: Live Re-Edit. Dům Pánů z Kunštátu, Dům umění města Brna
- 2008 Lotus effect (výzva předmětné malbě). Galerie Šternberk
- 2009 Planeta Eden. Dům umění města Brna
- 2011 Česká malba generace 90. let. Dům umění města Brna
- 2012 Ostrovy odporu. Mezi první a druhou moderností 1985-2012. Národní galerie Praha
- 2012 Začátek století. Západočeská galerie v Plzni
- 2012 Ř. Galerie VŠUP, Praha
- 2013 Salon d'Apollon. Galerie AVU, Praha
- 2013 Začátek století. Dům umění, Ostrava
- 2014 Kdo na moje místo. PLATO Ostrava
- 2015 Česká malba generace 90. let 20. století. Richard Adam Gallery

### Ceny
- 2000 Cena Václava Chada, hlavní cena Zlínského salonu mladých
- 2001 Cena Jany Rybářové

### Zastoupení
- Krajská galerie výtvarného umění ve Zlíně
- Národní galerie Praha
- Galerie Brno, Brno
- Galerie Tvrdohlaví, Praha
- Nadace Karla Svolinského
- Galerie Pokorný Prostějov
- soukromé sbírky

### Autorské filmy
- 1993 Píseň coltů
- 1994 Klára z dědiny
- 1994 Staří braši
- 1994 Stříbrnou stopou
- 1995 Inženýr Vančo
- 1996 Kleofášova kamínka
- 1997 Modrá kuchyně
- 1998 Smrt v uhlí
- 2000 Návrat z kosmu
- 2000 Přibité slunce
- 2001 Červený dvůr
- 2003 Norské svetry